# Ivartjärnen, Gästrikland
Ivartjärnen är en sjö i Sandvikens kommun i Gästrikland och ingår i Gavleåns huvudavrinningsområde.